# نيكولا باتاي
نيكولا باتاي (بالفرنسية: Nicolas Bataille)‏ هو ممثل ومخرج مسرحي فرنسي وُلد باسم روجيه باتاي (بالفرنسية: Roger Bataille)‏ في 14 مارس 1926 في الدائرة الخامسة في باريس بفرنسا.  وتوفي في 28 أكتوبر 2008 في الدائرة الخامسة عشرة في باريس.

## السيرة الذاتية
هو ابنٌ لمهندس معماري باريسي، بدأ نيكولا باتاي مشواره السينمائي خلال فترة الاحتلال، بينما كان يتلقى التعليم المسرحي على يد رينيه سيمون وتانيا بالاتشوفا، وفي استوديوهات فرانكور، على يد الممثلة سولانج سيكار.
ظهر ككومبارس في فيلم أطفال الفردوس لـمارسيل كارنيه، ثم حصل على أول أدواره البارزة بعد التحرير. في عام 1948، أخرج مسرحية موسم في الجحيم المقتبسة من أرتور رامبو، بمشاركة أكاكيا-فيالا، وحصل على جائزة الطليعة للشركات المسرحية الشابة. في العام التالي، ألّف بالتعاون مع أكاكيا-فيالا نصاً مزيفاً منسوباً إلى رامبو بعنوان الصيد الروحي، نُشر في جريدة كومبا بتاريخ 19 مايو 1949، ثم في دار ميركور دو فرانس.
في مطلع خمسينيات القرن العشرين، تلقّى نص الإنجليزية من دون عناء، وهو أول عمل غير منشور لمؤلف فرنسي من أصل روماني غير معروف آنذاك، أوجين يونسكو. وبفضل صداقة عائلة كلود أوتان-لارا، التي وفّرت له أزياء مسرحية اعتنِ بأميلي، تمكّن من تقديم هذه المسرحية المناهضة للمسرح التقليدي على خشبة مسرح نوكتامبول تحت عنوان المغنية الصلعاء. وبعد فشل جماهيري ونقدي، أعاد عرضها بفضل النجاح المتنامي لكاتبها والدعم المالي من لويس مال، اعتباراً من 11 مايو 1957 في لا هوشيت، حيث ظلّ يمثل روح هذا المسرح حتى وفاته، بعد أكثر من نصف قرن من تقديم أوجين يونسكو إلى الجمهور، وأمام أكثر من مليون وخمسمائة ألف مشاهد، مجسّداً حتى يونيو 2007، دور السيد مارتان.
واصل نشاطه المسرحي بالتوازي، حيث أخرج في 1964 مسرحية الفلسفة في المخدع المقتبسة من ساد، وهي مسرحية مُنعت سريعاً ولكنها ظلت تُعرض، كما أخرج في مسرح بوش مونبارناس مسرحية الصيف لـرومان فينغارتن بمشاركة جان-فرانسوا آدام في عام 1966، ومسرحية تلميذ بريخت لـبرنار دا كوستا في عام 1984. وحصل على جائزة جورج بيتواف من جمعية المؤلفين والملحنين المسرحيين عن مسرحيته السيرك لـكلود موريّاك. كما اهتمّ بـالكوميديا الموسيقية، حيث أخرج Twist Appeal بمشاركة فينس تايلور عام 1962، وأعمال فيليبو توماسو مارينيتي، ثم أوفنباخ، هل تعرفه؟ في تسعينيات القرن العشرين.
يُعدّ من المخرجين المسرحيين المعروفين، سواء في فرنسا أو في اليابان، حيث نال عدة جوائز بين عامي 1969 و1976. كما كان، لفترة، الممثل المفضل لدى لويس مال الذي أخرجه في ثلاثة من أفلامه، مجسّداً أدواراً مختلفة: زبوناً في حانة ليلية (مصعد إلى المشنقة)، وسائق حافلة روسيّة (زازي في المترو)، ومخرجاً مسرحياً يُعدّ عملاً لـكلايست في مسرح في الهواء الطلق (حياة خاصة). كما ظهر أيضاً في أفلام لـجان دريفيل الذي منحه أحد الأدوار الرئيسة في فيلم نورماندي-نييمن، ولـجاك تاتي الذي منحه دور أحد العمّال في عمي.